# Villejésus

Villejésus este o comună în departamentul Charente, Franța. În 1 ianuarie 2018 avea o populație de 501 de locuitori.